# Elektroencefalografi
Elektroencefalografi (EEG) är en metod för att registrera hjärnbarkens spontana elektriska aktivitet med hjälp av elektroder som placeras på skalpen. Elektroderna är placerade i ett rutmönster som täcker skalpen enligt ett internationellt system, det så kallade 10-20-systemet, med referenspunkter i näsroten och nackbenets förgreningspunkt. Den grafiska representationen av undersökningsresultatet är ett elektroencefalogram. 
Idag görs signalbearbetningen digitalt, vilket ger möjlighet att använda brusreduktion, byte av referenser, fouriertransformering och andra hjälpmedel. Granskningen måste dock ske manuellt. I det svenska sjukvårdssystemet utför en biomedicinsk analytiker EEG-undersökningen. Undersökningen tolkas sedan av specialistläkare i klinisk neurofysiologi.

## Användningsområden
Kliniskt används EEG framför allt för att diagnostisera epilepsi, men det är även en del i utredningen av narkolepsi och andra sömnstörningar. Ibland används det för utredningar av oklar medvetandesänkning, encefalit och demens. EEG används även i vissa länder för att undersöka om en patient är hjärndöd.
EEG används också vid forskningsstudier. Exempelvis går det då att se vilka delar av hjärnan som är aktiva när studiedeltagaren genomför en viss aktivitet.

## Indelning av normala hjärnrytmer[4]
| Frekvensintervall | Namn       | Associerad med:                                                                     | EEG |
| ----------------- | ---------- | ----------------------------------------------------------------------------------- | --- |
| > 40 Hz           | Gammavågor | Högre mentala förmågor som problemlösning, rädsla och vakenhet.                     |     |
| 13–39 Hz          | Betavågor  | Aktivt eller oroligt tänkande, aktiv koncentration, upprymdhet, lugnande läkemedel. |     |
| 7–13 Hz           | Alfavågor  | Vaken avkoppling.                                                                   |     |
| 4–7 Hz            | Thetavågor | Djup meditation, dåsighet, ytlig till medeldjup sömn.                               |     |
| < 4 Hz            | Deltavågor | Djupsömn.                                                                           |     |

(Generell indelning. De exakta gränserna varierar mellan olika källor, och det finns inga allmänt accepterade gränsdragningar)

## Tolkning av EEG

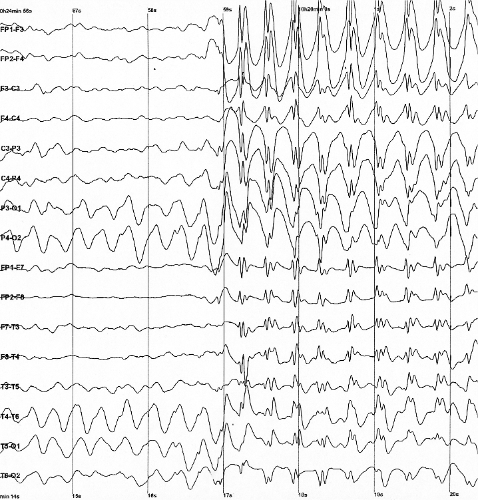
Spikes och waves hos en patient med barnepilepsi.

För att tolka EEG utgår man från de olika typerna av hjärnvågor. När EEG används kliniskt försöker man hitta patologiska vågformer. Exempelvis hos en patient med epilepsi går det ofta att se vågformerna spikes och sharp waves. Det är dock viktigt att notera att ett normalt EEG inte utesluter epilepsi, och att även friska personer kan ha ett avvikande EEG.

### Artefakter
Artefakt, eller mätstörningar, är missvisande mätvärden som inte är baserat på de fenomenen man vill undersöka utan beror på exempelvis blinkningar, hjärtslag och muskelrörelser. 

## Event-Related Potentials
Event-Related Potentials (ERP) som översätts till svenska som händelserelaterade potentialer kallas de EEG-signaler som går att observera till en följd av en specifik händelse. ERP är alltså händelserelaterade signaler. På så sätt går det att ta reda på vilka delar av hjärnan som är aktiva när ett stimulus bearbetas. Det är ett användbart verktyg inom forskning. Ett exempel är att ERP kan användas för att ta reda på vad som händer i hjärnan när vi exempelvis ser en bild på en orm. Ett annat exempel är för att förstå vad som händer i hjärnan hos en person med hjärnskada. På grund av hjärnans plasticitet kan hjärnan kompensera för det skadade området genom att aktivera ett annat område. Genom att använda ERP går det då att se vilka områden som används istället för det skadade. Men eftersom det sker väldigt mycket aktivitet i hjärnan så behöver den händelse som undersöks upprepas många gånger för att få fram ERP och sortera bort de aktiviteter som inte är relevanta. Om man undersöker vad som händer när en person ser en bild på en orm måste personen titta på bilden flera gånger.
ERP:r ger karakteristiska signaler, kallade P1, N1, P2, N2 och P3, beroende på när de kommer och ifall de är positiva eller negativa. De här signalerna är förknippade med kognition. Till exempel är N400 förknippad med att läsa ord, och P1 med visuell uppfattning. 

## Historik
Den engelske fysiologen Richard Caton hade i djurförsök på 1870-talet lyckats registrera hjärnans elektriska aktivitet med elektroder placerade direkt på hjärnbarken hos kaniner och apor. År 1924 kunde den tyske psykiatern Hans Berger detektera hjärnvågor hos människa med elektroder placerade utanpå skalpen. Efter ytterligare fem års forskning publicerade han sina rön, men tyvärr visade sig EEG vara oanvändbart för att diagnosticera psykiska sjukdomar. Istället noterades i mitten av 1930-talet att metoden kunde kartlägga lokalisationen av hjärntumörer och att avvikande mönster förekom hos patienter med epilepsi, även mellan krampanfallen. Under 1940- och 50-talen utvecklade hjärnkirurger i Montreal tekniken för att monitorera hjärnaktiviteten under epilepsikirurgi och styra behandlingen genom både monitorering och stimulering av EEG-elektroder. Initialt ansågs inte nyfödda spädbarn och foster ha någon EEG-aktivitet, men 1942 lyckades man för första gången registrera aktivitet hos ett 7-månaders foster och omkring 1950 genomfördes flera studier av hjärnaktiviteten hos nyfödda.
Vid långa EEG-registreringar kunde utskrifterna omfatta tiotals meter papper, men i och med spridningen av persondatorer under 1980-talet kunde undersökningarna lagras och delas med jämförlig lätthet samtidigt som man kunde utöka antalet elektroder. Utvecklingen av nya metoder inom bland annat bilddiagnostiken under andra halvan av 1900-talet har minskat behovet av EEG, men EEG är fortfarande standard vid epilepsiutredning. Ytterligare användningsområden har tillkomit, exempelvis sömnregistrering, intensivvårdsövervakning och som prognostiskt hjälpmedel efter hjärtstopp och andra tillstånd som orsakar hjärnskador.